# 関西シビルコンサルタント
株式会社関西シビルコンサルタントは、大阪市淀川区に本社を置く建設コンサルタント会社。

## 主な事業所
- 本社： 大阪市淀川区西中島5丁目4番20号（中央ビル5階）

## 沿革
- 1966年（昭和41年）12月 - 日本国有鉄道退職関係者で設立。
- 1991年（平成 3年） 6月 - ジェイアール西日本コンサルタンツ株式会社と資本提携。
- 1997年（平成 9年）12月 - ジェイアール西日本コンサルタンツ株式会社の100%出資子会社となる。

## 登録部門
建設コンサルタント業
- 登録番号  建(21)-485[2]
- 鉄道部門。
- 施工計画、施工設備及び積算部門。
- 測量業　(12)-1946[3]